# امپراتوری خورشید (فیلم)
امپراتوری خورشید (به انگلیسی: Empire of the Sun) یک فیلم حماسی و در سبک داستان بلوغ در ژانر جنگی محصول سال ۱۹۸۷ ایالات متحده به کارگردانی استیون اسپیلبرگ و نویسندگی تام استاپارد است که بر پایهٔ رمان نیمه‌زندگینامه‌ای هم‌نام نوشتهٔ جی. جی. بالارد در سال ۱۹۸۴ ساخته شده‌ است. داستان فیلم دربارهٔ جیمی «جیم» گراهام (کریستین بیل)، پسر بچه‌ای است که از زندگی مرفه با خانوادهٔ انگلیسی خود در شانگهای، به اسیر جنگی شدن در اردوگاه کار اجباری ژاپنی‌ها در جریان جنگ جهانی دوم می‌رسد. در این فیلم همچنین بازیگرانی چون جان مالکوویچ، میراندا ریچاردسون، نایجل هیورز، جو پنتولیانو، مَساتو ایبو، لزلی فیلیپس، بن استیلر و رابرت استیفنز ایفای نقش کرده‌اند.
در ابتدا هارولد بکر و سپس دیوید لین برای کارگردانی فیلم در نظر گرفته شده بودند تا این‌که اسپیلبرگ وارد پروژه شد و ابتدا به‌عنوان تهیه‌کننده برای لین فعالیت می‌کرد. اسپیلبرگ به‌دلیل علاقهٔ شخصی‌اش به فیلم‌های لین و نیز موضوعات مرتبط با جنگ جهانی دوم، به کارگردانی فیلم علاقه‌مند شد. او این فیلم را عمیق‌ترین اثر خود دربارهٔ «از دست رفتن معصومیت» می‌داند. فیلم با تحسین منتقدان روبه‌رو شد، به‌ویژه برای بازی کریستین بیل، فیلم‌برداری، جلوه‌های بصری، موسیقی جان ویلیامز و کارگردانی اسپیلبرگ؛ اما در آغاز در گیشهٔ آمریکا موفق نبود و تنها ۲۲ میلیون دلار فروش داشت، هرچند در نهایت هزینه‌هایش از طریق بازارهای خارجی، ویدئوی خانگی و پخش تلویزیونی جبران شد.

## داستان
در جریان جنگ دوم چین و ژاپن و در خلال جنگ جهانی دوم، جیمی «جیم» گراهام، پسرکی از طبقهٔ بالای جامعهٔ بریتانیا در شانگهای، زندگی مرفهی را در منطقه بین‌المللی شانگهای می‌گذراند. پس از حمله به پرل هاربر، ژاپن این منطقه را اشغال می‌کند. خانوادهٔ گراهام تصمیم به ترک شهر می‌گیرند، اما جیمی از والدینش جدا می‌شود و به خانه بازمی‌گردد به امید اینکه آن‌ها به آنجا بازگردند. پس از مدتی طولانی در تنهایی و پس از خوردن همهٔ غذای باقی‌مانده، به‌سوی شهر بازمی‌گردد.
در حالی‌که گرسنه است، تلاش می‌کند خود را به سربازان ژاپنی تسلیم کند، اما آن‌ها توجهی نمی‌کنند. پس از تعقیب شدن توسط یک کودک خیابانی، دو آمریکایی مقیم خارج به نام‌های بیسی و فرانک او را می‌پذیرند. آن‌ها که نمی‌توانند جیمی را بفروشند، قصد رها کردنش را دارند، اما جیمی پیشنهاد می‌دهد که آن‌ها را به محلهٔ خود ببرد تا خانه‌های متروکه را غارت کنند. او با دیدن چراغ‌های روشن در خانه‌شان، تصور می‌کند والدینش برگشته‌اند، اما درمی‌یابد خانه در اشغال نیروهای ژاپنی است. آن سه دستگیر و به مرکز گردهمایی غیرنظامیان لونگ‌هوا در شانگهای فرستاده می‌شوند و سپس به اردوگاه کار اجباری در سوجو انتقال می‌یابند.
اکنون سال ۱۹۴۵ و پایان جنگ اقیانوس آرام و جنگ جهانی دوم نزدیک است. با وجود ترس و شرایط سخت اردوگاه، جیم با راه‌اندازی شبکه‌ای برای مبادله و دادوستد، که حتی فرماندهٔ اردوگاه، گروهبان ناگاتا را نیز دربر می‌گیرد، زنده می‌ماند. دکتر راولینز، پزشک بریتانیایی اردوگاه، نقش پدرانه و آموزگاری برای جیم ایفا می‌کند. شبی پس از بمبارانی، ناگاتا دستور تخریب درمانگاه اردوگاه را صادر می‌کند، اما وقتی جیم از او طلب بخشش می‌کند، منصرف می‌شود. از آن‌سوی سیم‌های خاردار، جیم با نوجوان ژاپنی‌ای که خلبان کارآموز است، دوستی برقرار می‌کند.
یک روز صبح، اردوگاه مورد حملهٔ هواپیماهای جنگنده پی-۵۱ موستانگ آمریکا قرار می‌گیرد. جیم از شادی به بالای یک پاگودا می‌رود تا بهتر صحنه را تماشا کند. دکتر راولینز به دنبال او می‌رود و جیم در آنجا از شدت احساسات فرو می‌ریزد و اعتراف می‌کند دیگر چهرهٔ والدینش را به یاد نمی‌آورد. در پی این حمله، ژاپنی‌ها اردوگاه را تخلیه می‌کنند. دوست خلبان جیم، با انجام تشریفات کامی‌کازه سعی می‌کند با یک هواپیمای تهاجمی ژاپنی پرواز کند، اما موتور از کار می‌افتد و او سرخورده می‌شود.
زندانیان اردوگاه به راهپیمایی در بیابان فرستاده می‌شوند، جایی که بسیاری از گرسنگی، خستگی و بیماری می‌میرند. آنان به استادیوم فوتبال نزدیکی نَنتونگ می‌رسند، جایی که بسیاری از اموال اهالی شانگهای توسط ژاپنی‌ها نگهداری شده‌ است. جیم خودروی پاکارد خانواده‌اش را می‌بیند و شب را کنار «خانم ویکتور» ـ یکی از زندانیان ـ می‌گذراند که کمی بعد می‌میرد. جیم شاهد تابش نور ناشی از بمباران اتمی ناگازاکی از صدها کیلومتر دورتر است.
جیم به‌سوی اردوگاه سوجو بازمی‌گردد و در راه خبر تسلیم ژاپن و پایان جنگ را می‌شنود. او دوباره دوست خلبان ژاپنی‌اش را می‌بیند که برایش یک انبه می‌آورد و می‌خواهد با گانتوی خود آن را ببُرد. ناگهان بیسی همراه گروهی از سربازان آمریکایی که آمده‌اند تا محموله‌های صلیب سرخ را غارت کنند، ظاهر می‌شود. یکی از سربازان آمریکایی به تصور اینکه جیم در خطر است، نوجوان ژاپنی را می‌کشد. بیسی از جیم می‌خواهد با آن‌ها همراه شود، اما او ترجیح می‌دهد بماند.
سرانجام، سربازان آمریکایی جیم را پیدا می‌کنند و او را به یتیم‌خانه می‌برند، جایی که دوباره با مادر و پدرش ملاقات می‌کند، هرچند در ابتدا آن‌ها را نمی‌شناسد.

## بازیگران

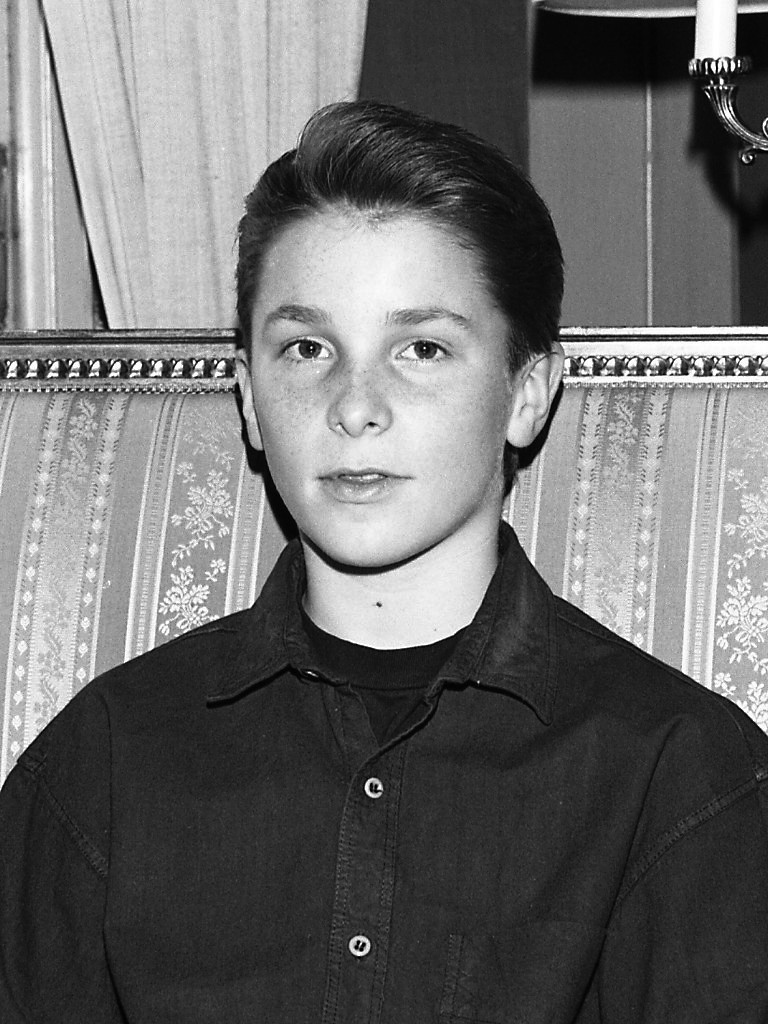
کریستین بیل، در سال ۱۹۸۸، در نقش جیمی «جیم» گراهام

کریستین بیل در نقش جیمز «جیم» گراهام (جیمی)
جان مالکوویچ در نقش بیسی
میراندا ریچاردسون در نقش خانم ویکتور
نایجل هیورز در نقش دکتر راولینز
جو پنتولیانو در نقش فرانک دمارست
لزلی فیلیپس در نقش ماکستون
مَساتو ایبو در نقش گروهبان ناگاتا
امیلی ریچارد در نقش مری گراهام (مادر جیم)
روپرت فریزر در نقش جان گراهام (پدر جیم)
پیتر گیل در نقش آقای ویکتور
تاکاتارو کاتااوکا در نقش خلبان نوجوان کامی‌کازه
بن استیلر در نقش دینتی
رابرت استیفنز در نقش آقای لاک‌وود
گاتس ایشی‌ماتسو در نقش گروهبان اوچیدا
برت کووک در نقش آقای چن
پل مک‌گان در نقش ستوان پرایس
مارک د جونژ در نقش ماتیو
اریک فلین در نقش زندانی بریتانیایی شماره ۱
جیمز گرین در نقش زندانی بریتانیایی شماره ۲
پائولا همیلتون در نقش زندانی بریتانیایی شماره ۳
تونی بونتسا در نقش زندانی بریتانیایی شماره ۴
پیتر کاپلی در نقش زندانی بریتانیایی شماره ۵
نویسندهٔ اثر، جی. جی. بالارد، در نمایی کوتاه به‌عنوان مهمان یک مهمانی خانگی ظاهر می‌شود.

## جوایز
این فیلم کاندیدای شش اسکار (کاندیدای اسکار بهترین موسیقی متن-کاندیدای اسکار بهترین تدوین-کاندیدای اسکار بهترین صدا-کاندیدای اسکار بهترین طراحی لباس-کاندیدای اسکار بهترین طراحی هنری-کاندیدای اسکار بهترین فیلمبرداری) در سال ۱۹۸۸ شد.